# Эоган мак Нейлл
Эо́ган мак Нейлл (др.‑ирл. Eógan mac Néill; умер в 465) — первый король Айлеха (около 428—465), родоначальник ирландского рода Кенел Эогайн.

## Биография

### Завоевание севера Ирландии
Эоган был третьим из четырнадцати сыновей верховного короля Ирландии Ниалла Девять Заложников.
Около 428 года по приказу отца Эоган вместе со своими братьями Коналлом Гулбаном и Эндой начал войну с королевством Ульстер. Род Уи Нейллов, к которому принадлежал Ниалл и его сыновья, уже долгое время боролся с ульстерцами за власть над северными землями острова. В новой войне успех сопутствовал Уи Нейллам. Благодаря переходу на их сторону некоторых подчинённых правителям Ульстера племён (в том числе, жителей Айргиаллы), трём сыновьям Ниалла и их союзникам-коннахтцам удалось разбить ульстерцев и захватить обширные области, примыкающие к северному побережью Ирландии. Этим походом был положен конец доминированию Ульстера в северной части острова. Братья поделили между собой завоёванные земли, основав здесь три королевства: Эоган стал править в Кенел Эогайн, позднее получившем название Айлех, Коналл Гулбан — в Кенел Конайлл, включавшем бо́льшую часть современного Донегола, а Энда — в Кенел Эндай. Их потомки владели этими землями в течение большей части Средневековья.
Сведения о завоевании Уи Нейллами севера Ирландии содержатся и в средневековых преданиях, связанных с родом правителей Тирконнелла. В этих легендах главным действующим лицом был брат Эогана мак Нейлла, Коналл Гулбан, родоначальник правящей династии Тирконнелла. Предания повествуют, что во время одного из набегов ульстерцев на Коннахт погиб воспитатель Коналла Муйредах. Желая отомстить за его смерть, Коналл Гулбан обратился к своим родичам за военной помощью. Поддержку ему оказали его братья, Лоэгайре, Эоган, Кайрпре и Энда, а также дяди, Фиахра и Брион. В битве при Ат Кро (современном Баллишанноне) союзники одержали победу, а Коналл собственноручно казнил ульстерского короля Кана. Вскоре, благодаря личному мужеству Коналла Гулбана, сыновья короля Ниалла при Круахан Дрома Лигене (современном Лиффорде) нанесли своим противникам решающее поражение, позволившее Уи Нейллам закрепиться на землях северной Ирландии. Возможно, эти же события нашли отражение и в легендах о разрушении Эмайн Махи тремя братьями Коллами.

### Правление

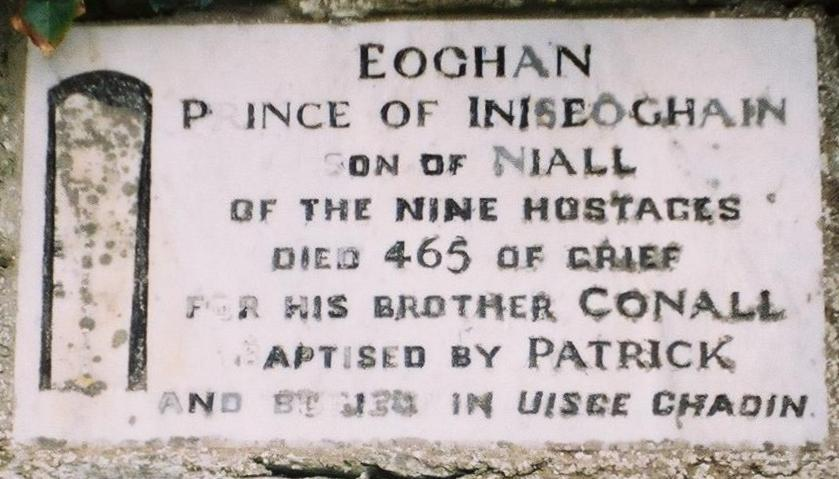
Посвящённая Эогану мак Нейллу мемориальная табличка в церкви Искаина

О правлении Эогана мак Нейлла известно не очень много. Согласно преданиям, в 443 году он был крещён святым Патриком.
В написанном в VII веке Тиреханом житии Патрика сообщается, что Эоган и его брат, верховный король Ирландии Лоэгайре мак Нейлл, были посредниками в споре сыновей короля Коннахта Амалгайда мак Фиахраха, боровшихся за власть над родовыми землями своего отца. Эоган и Лоэгайре примирили их, присудив власть над отцовскими владениями Энгусу мак Амалгайду. В этом же источнике упоминаются дети Эогана и рассказывается, что все они получили благословение от святого Патрика.
Средневековые ирландские генеалогии сообщают, что Эоган был отцом десяти сыновей, из которых наиболее известными были Муйредах, Фергус, Айлиль, Эоху Биндех и Федлимид. Все они считались родоначальниками различных септов северной ветви Уи Нейллов.
В ирландских анналах кончина Эогана мак Нейлла датируется 465 годом. В «Анналах четырёх мастеров» сообщается, что причиной смерти короля Айлеха стала его глубокая печаль по погибшему в прошлом году брату Коналлу Гулбану. Тело Эогана было похоронено в селении Искаин. В построенной в XVIII веке местной церкви Святого Патрика находится мемориальная табличка, посвящённая этому королю.
Новым правителем Айлеха стал старший сын скончавшегося монарха Муйредах мак Эогайн.